# Grgeč
Grgeč (Perca fluviatilis) — vrsta je slatkovodne ribe porodice (lat. Percidae). Ima maslinastozelena leđa s tamnim poprečnim prugama (6 – 8), bokovi su svjetliji, trbuh je zelen do žut.
Poznat je i pod nazivima: ostriž, ostrež, okun, kostriješ i bandar.
Podrijetlo imena: latinski perca određivao je životinje, posuđena iz grčkog πέρκη / perks, sama od pridjeva πέρκος / pérkos, "crni".

## Osnovna obilježja
Tijelo je relativno visoko. Na leđnoj strani su dvije odvojene leđne peraje. U prvoj se nalazi 23 – 17 tvrdih zrakastih bodlji, a u drugoj od 1 do 2 tvrdih i 13 – 16 mekih zrakastih bodlji. Na kraju prve leđne peraje nalazi se tamna točka. Trbušna, repna i kaudalne peraje obično imaju crvenkastu nijansu. Pokriven je sitnim gustim ljuskama koje čvrsto prijanjaju uz tijelo. Na bokovima su tamne poprečne pruge. Naraste do maksimalne dužine od 60 cm i težine 4.8 kg. Može doživjeti 22 godine.

## Stanište i ponašanje
Nastanjuje stajaće i tekuće vode s bujnom vegetacijom. Živi u grupi jedinki iste generacije. Odrasli primjerci pojavljuju se u sporotekućim rijekama, dubokim jezerima i ribnjacima. Izbjegava hladne, brze tekuće vode, no može prodrijeti u njih, ali se ne razmnožava u takvim vodama. Normalno se zatječe gdje leži u neposrednoj blizini ili između prepreka u vodi.
Raširen je gotovo cijelim umjerenim pojasem Europe, osim Španjolske, Italije i Grčke. Ova vrsta je prisutna diljem Sjeverne Amerike te u Sibiru do rijeke Kolime. Bio je unesen u nekoliko zemalja radi sportskog ribolova, gdje je izvor različitih ekoloških problema.

## Način hranjenja
Grgeč pripada među grabežljivce. Često tvori plove kojima napada druge ribe (krkuše, bodorke, uklije), ponekad i svoju vrstu. Druga komponenta prehrane su beskralješnjaci (ličinke, crvi, rakovi) i riblja mlađ.

## Razmnožavanje
Mriješćenje se događa u proljeće od ožujka do lipnja, kada je temperatura vode oko 8 °C. Ženke polažu jajašaca grupirana u dugim bijelim trakama (do 1 m) na podvodno bilje ili druge potopljene predmete. Masa jajašaca je neukusna drugim ribama i stoga zaštićena.

## Strani nazivi
European perch (engleski); Flussbarsch (njemački); Persico reale (talijanski); Perche commune (francuski) ; Окунь (ruski)

## Vanjske poveznice
|  | Zajednički poslužitelj ima stranicu o temi Grgeč    |
|  | Zajednički poslužitelj ima još gradiva o temi Grgeč |
|  | Wikivrste imaju podatke o taksonu Grgeč             |